# 9th Reconnaissance Wing

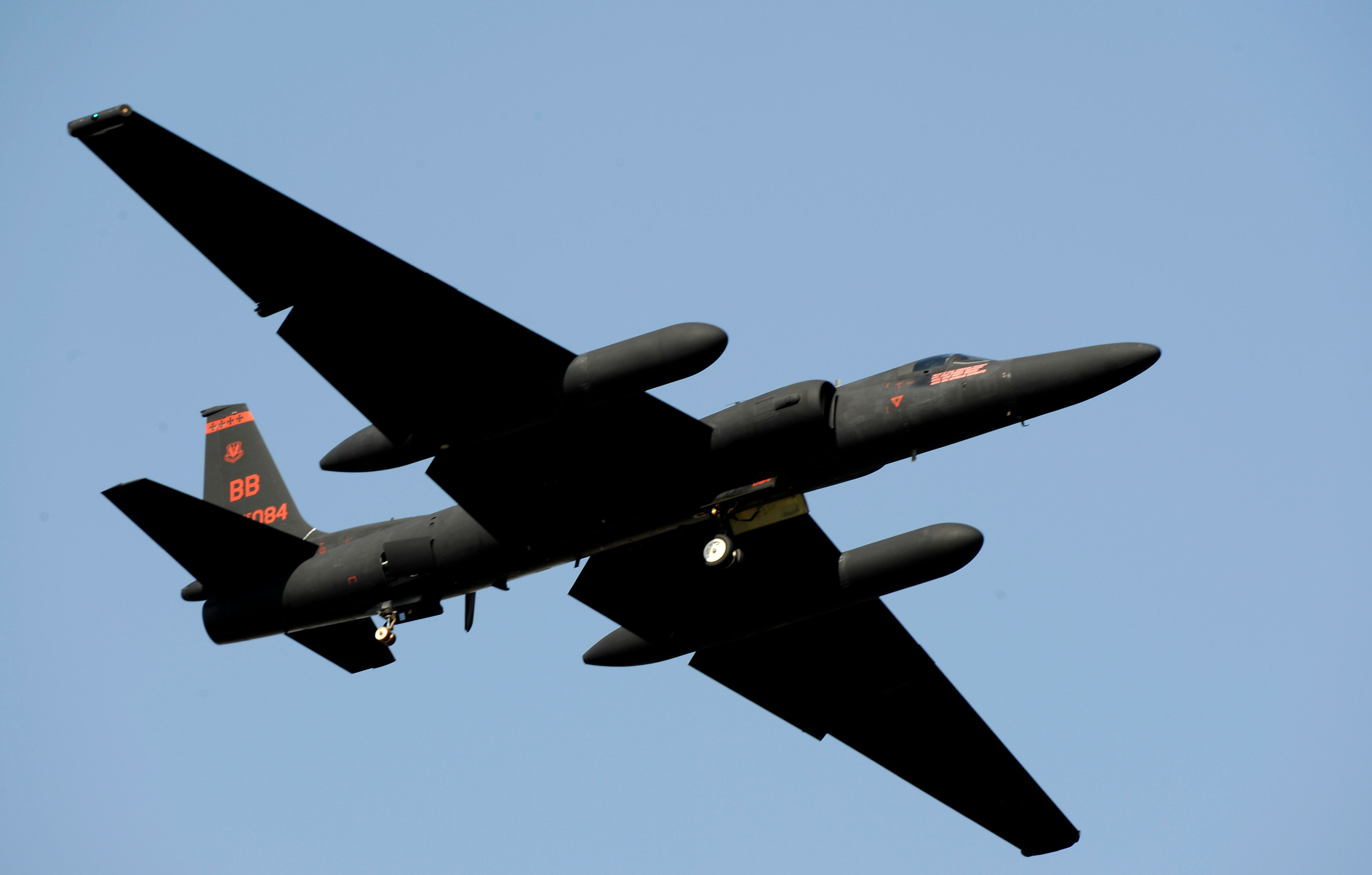
U-2S del 5th RS

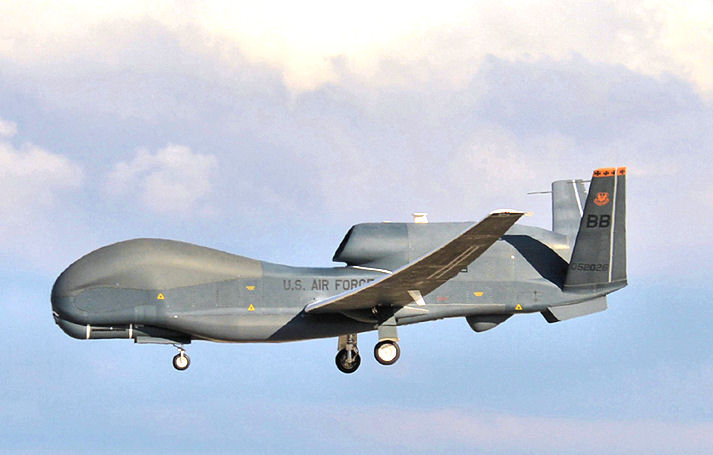
RQ-4 Global Hawk del 1st RS

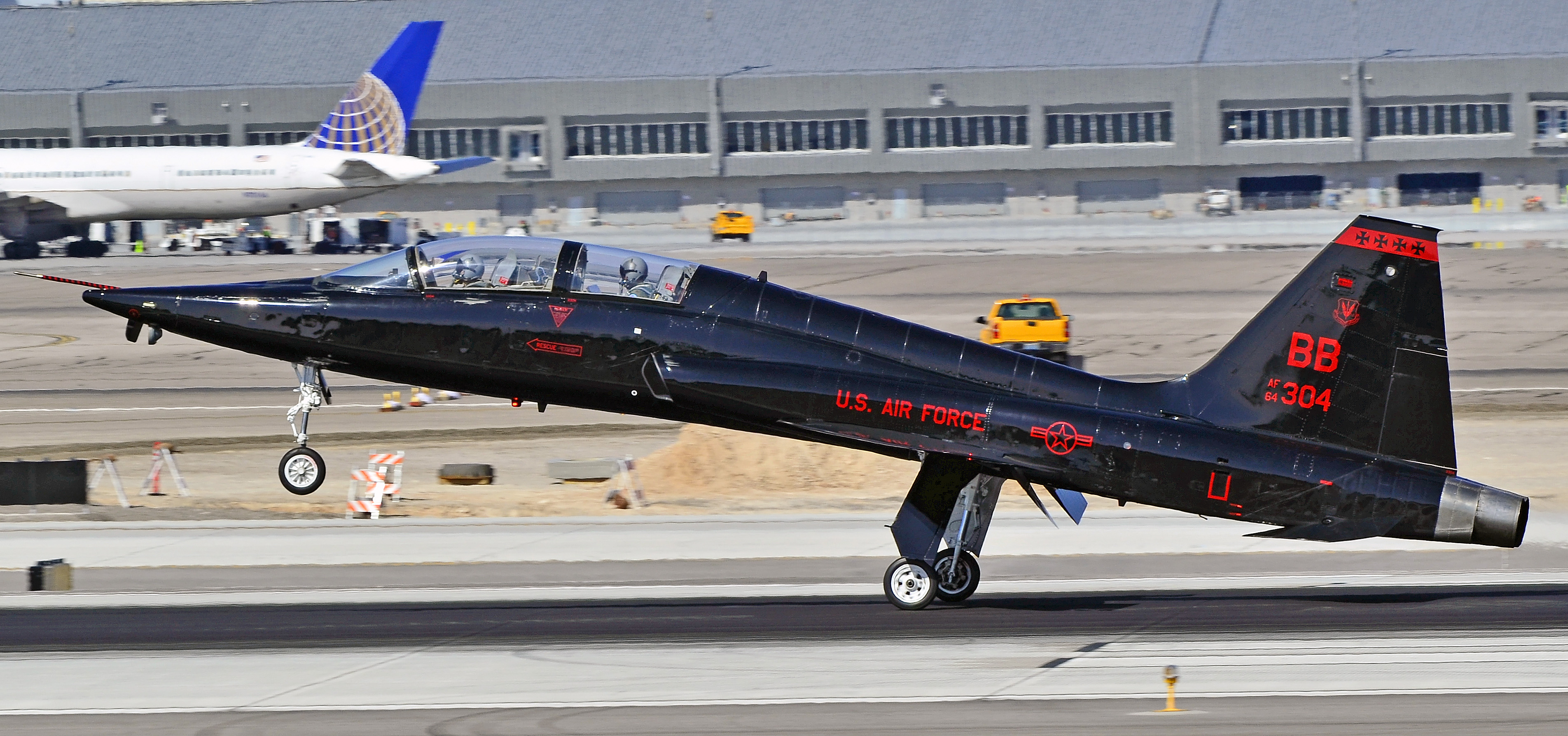
T-38A del 1st RS

Il 9th Reconnaissance Wing è uno stormo da ricognizione strategica dell'Air Combat Command, inquadrato nella Twenty-Fifth Air Force. Il suo quartier generale è situato presso la Beale Air Force Base, in California.

## Missione
Lo stormo è responsabile della ricognizione ad alta quota, attraverso l'utilizzo di 27 U-2 e UAV RQ-4 Global Hawk. Mantiene inoltre un elevato stato di prontezza nelle sue forze da supporto al combattimento di spedizione per un potenziale dispiegamento ad una risposta contingente di teatro.

## Organizzazione
Attualmente, al maggio 2017, lo stormo controlla:
- 9th Operations Group, codice visivo di coda BB
  - 9th Operations Support Squadron
  -  1st Reconnaissance Squadron, Formal Training Unit - Equipaggiato con U2-S, 4 TU-2S, RQ-4 Global Hawk e 11 T-38A
  -  5th Reconnaissance Squadron, distaccato presso la base aerea di Osan, Corea del Sud - Equipaggiato con U-2S
  -  99th Reconnaissance Squadron - Equipaggiato con U-2S
  - Detachment 1, distaccato presso la RAF Akrotiri, Cipro - Equipaggiato con U-2S
- 9th Maintenance Group
  - 9th Aircraft Maintenance Squadron
  - 9th Maintenance Squadron
  - 9th Munitions Squadron
- 9th Mission Support Squadron
  - 9th Civil Engineer Squadron
  - 9th Communications Squadron
  - 9th Comptroller Squadron
  - 9th Contracting Squadron
  - 9th Force Support Squadron
  - 9th Logistics Readiness Squadron
  - 9th Security Forces Squadron
- 9th Medical Group
  - 9th Aerospace Medicine Squadron
  - 9th Medical Operations Squadron
  - 9th Medical Support Squadron
  - 9th Physiological Support Squadron